# Acacia lahai
Acacia lahai é uma espécie de leguminosa do gênero Acacia, pertencente à família Fabaceae.